# Liste der denkmalgeschützten Objekte in Krásno nad Teplou
Grundlage dieser Liste der denkmalgeschützten Objekte in Krásno nad Teplou ist die ÚSKP-Liste (Ústřední seznam kulturních památek České republiky, deutsch Zentrale Liste der Kulturdenkmäler der Tschechischen Republik), die von der tschechischen Denkmalschutzbehörde NPÚ (Národní památkový ústav, deutsch Nationale Denkmalbehörde) seit 1987 geführt wird und an die seit dem Jahr 1850 geschaffenen Listen anschließt.

## Krásno(Schönfeld)
| Lage                                                              | Objekt                                    | Beschreibung                                                                                    | ÚSKP-Nr.                  | Bild           |
| ----------------------------------------------------------------- | ----------------------------------------- | ----------------------------------------------------------------------------------------------- | ------------------------- | -------------- |
| Krásno, Cínová (Standort)                                         | Ehem. Zinnerz-Bergwerk                    | Ehem. Zinnerz-Bergwerk (Rudný důl Vilém), jetzt Bergbaumuseum Krásno                            | 10813/4-5026 Info Katalog | weitere Bilder |
| Krásno, rozcestí ulic Hlavní a Kladenská (Standort)               | Sühnekreuz                                | Sühnekreuz                                                                                      | 10835/4-5023 Info Katalog | weitere Bilder |
| Krásno, Krásenský vrch (Standort)                                 | Aussichtsturm Krásno                      | Aussichtsturm auf dem Krásenský vrch                                                            | 18345/4-644 Info Katalog  | weitere Bilder |
| Krásno, hřbitov (Standort)                                        | Glockenturm                               | Glockenturm am Friedhof                                                                         | 15512/4-642 Info Katalog  | weitere Bilder |
| Krásno, náměstí Sv. Trojice (Standort)                            | Säule mit Skulptur der hl. Dreifaltigkeit | Säule mit Skulptur der hl. Dreifaltigkeit (Sloup se sousoším Nejsvětější Trojice)               | 17360/4-643 Info Katalog  | weitere Bilder |
| Krásno, Náměstí 11 (Standort)                                     | Stadthaus Nr. 11                          | Stadthaus                                                                                       | 31372/4-640 Info Katalog  | weitere Bilder |
| Krásno, Radniční 1 (Standort)                                     | Rathaus                                   | Rathaus                                                                                         | 28121/4-639 Info Katalog  | weitere Bilder |
| Krásno, Lesní 307 (Standort)                                      | Stadthaus Nr. 307                         | Stadthaus                                                                                       | 29336/4-641 Info Katalog  | weitere Bilder |
| Krásno, Radniční 2 (Standort)                                     | Pfarrhaus                                 | Pfarrhaus                                                                                       | 50332/4-5202 Info Katalog | weitere Bilder |
| Krásno, Mírová 2 (Standort)                                       | Bauernhaus Nr. 2                          | Bauerngehöft                                                                                    | 50362/4-5191 Info Katalog | weitere Bilder |
| Krásno, Mírová 3 (Standort)                                       | Bauernhaus Nr. 3                          | Bauerngehöft                                                                                    | 50337/4-5204 Info Katalog | weitere Bilder |
| Krásno-Dolní Hluboká (Untertiefenbach), Nr. 519, náves (Standort) | Kapelle des hl. Prokop                    | Kapelle des hl. Prokop (Kaple svatého Prokopa) am Dorfplatz, Barockkapelle, errichtet 1754–1755 | 34672/4-645 Info Katalog  | weitere Bilder |